# パーヴェル・ベリャーエフ

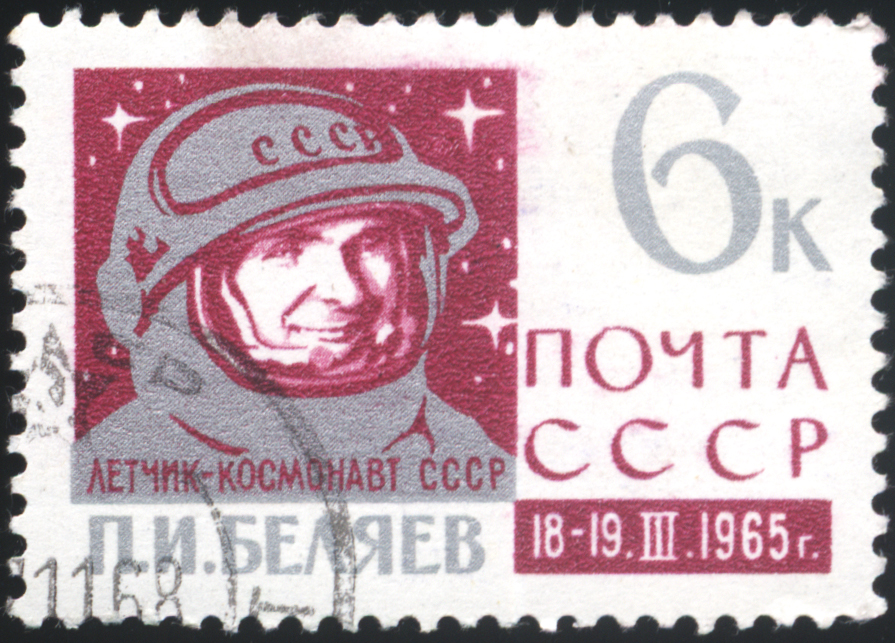
ベリャーエフをモチーフにしたソビエト連邦の6コペイカ切手（1965年）

パーヴェル・イヴァノヴィチ・ベリャーエフ（Павел Иванович Беляев、ラテン翻字の例：Pavel Ivanovich Belyaev、1925年6月26日 - 1970年1月10日）は、ソビエト連邦の宇宙飛行士。チェリシェヴォ（Челищево）生まれ。1965年、ボスホート2号でアレクセイ・レオーノフと共に宇宙へ飛び立った。ベリャーエフは操縦士としてレオーノフを補佐し、この飛行でレオーノフが史上初の宇宙遊泳を行った。
ベリャーエフは、1960年、ソビエト連邦の空軍と海軍が15年近くをかけて進めていた宇宙計画の要員として選出された。彼は本来ヴォストーク8号で地球のヴァン・アレン帯中を飛ぶ予定であったが、このミッションは中止となった。
1970年に胃潰瘍の手術に起因する腹膜炎によりモスクワで死亡し、ノヴォデヴィチ（Новодевичий）修道院に埋葬された。
パーヴェル・ベリャーエフはソ連邦英雄（1965年3月23日）、レーニン勲章、赤星勲章、および多数の賞を与えられている。彼はまたブルガリア社会主義労働英雄、ヴェトナム英雄、モンゴル英雄といった外国の称号も得ている。
1969年にソ連の天文学者リュドミーラ・チェルヌイフが発見した小惑星、2030ベリャーエフはパーヴェル・ベリャーエフの名にちなむ。